# Pterocactus australis
Pterocactus australis és una espècie que pertany a la família de les cactàcies (Cactaceae).

## Descripció
Pterocactus australis forma segments de tiges esfèriques a en forma de pera. S'aixequen en cadenes curtes una sobre l'altra, són de color marró verdós a violeta i fan fins a 8 cm de llarg i d'1 a 1,5 cm de diàmetre. Els pocs gloquidis són discrets. Les 1 o 2 espines centrals aplanades, cap amunt, blanquinoses a marrons o negres, només estan presents als extrems de les tiges i fan fins a 2 cm de llarg. Les 10 a 15 espines marginals blanques fan de 3 a 4 mm de llarg.
Les flors grogues estan cobertes d'un toc rosat o marronós i fan de 2 a 3 cm de diàmetre. Els fruits estan coberts d'arèoles, que cauen quan maduren.

## Distribució i hàbitat
Pterocactus australis està molt estès al sud de l'Argentina a les províncies de Neuquén, Río Negro, Chubut i Santa Cruz , i a Xile prop de la ciutat de Chile Chico en vessants pedregosos de fins a 500 metres d'altitud.

## Taxonomia
Pterocactus australis va ser descrita per (F.A.C. Weber) Backeb. i publicat a Revista Fac. Ci. Agrar. Univ. Nac. Cuyo 8(2): 6, a l'any 1964.
Etimologia
Pterocactus: nom genèric que deriva de les paraules gregues: "πτερόν" (pteron), que significa "ales", i fa referència a les llavors alades que són típiques del gènere i úniques dins de la família dels cactus.
australis: epítet llatí que significa "sud" i fa referència a l'aparició relativament meridional de l'espècie en comparació amb la majoria d'altres espècies del gènere.